# Kraftwerk Tilbury
Das Kraftwerk Tilbury war ein mit Steinkohle, Erdöl und Biomasse befeuertes Kohlekraftwerk am nördlichen Ufer der Themse bei Tilbury in Essex. Die Anlage bestand aus mehreren Einheiten die zu unterschiedlichen Zeiten gebaut wurden.

## Kraftwerkseinheiten

### Tilbury A
Das erste Kohlekraftwerk Tilbury A mit 360 MW wurde ab 1951 vom staatlichen Energieversorger, dem Central Electricity Generating Board (CEGB) gebaut. Es war bis 1981 in Betrieb, wurde dann stillgelegt und 1999 abgerissen.

### Tilbury B
Das zweite Kohlekraftwerk Tilbury B mit 1.428 MW Leistung wurde ab 1961 ebenfalls vom CEGB errichtet und 1968 in Betrieb genommen. Im Jahre 1990 wurde das Kraftwerk privatisiert und kam zum Energieversorger National Power, in Folge war Stand 2013 der Eigentümer RWE npower. Die Anlage bestand aus vier Kraftwerksblöcken, wobei im Normalfall nur drei Blöcke in Verwendung waren, während der vierte als Reserve diente, um bei Wartungsarbeiten in den anderen Blöcken die Energieversorgung aufrechterhalten zu können.
Tilbury B wurde im Jahr 2004 erweitert, um größeren Kohleschiffen mit bis zu 65.000 Tonnen Kohle das Löschen der Ladung zu ermöglichen.
Im Mai 2011 gab es Pläne, Tilbury B in ein Biomassekraftwerk mit einer reduzierten elektrischen Leistung von 750 MW umzuwandeln. Die dafür nötigen Holzpellets stammten aus der RWE-eigenen Fabrik Pelletwerk Waycross in Georgia (USA) und mussten importiert werden. Die umgebauten Anlagen, welche überwiegend Biomasse verfeuerten, gingen im Februar 2012 ans Netz. Bei reinen Kohlekraftwerken können auch Holzpellets als Zuschlag der Kohle beigegeben werden, was bis 10 % einfach möglich ist. Dabei wird zwar die Leistung reduziert, dafür jedoch der Zugang zu erheblichen Subventionen und die reduzierte Anrechnung der Kohlendioxidemissionen ermöglicht.
Nur wenige Tage nach Inbetriebnahme wurde die neue Anlage durch einen Großbrand, bei dem rund 4.000 Tonnen der Holzpellets brannten, schwer beschädigt.
Im Juli 2013 kündigte der Betreiber die Stilllegung im Oktober 2013 an.
Das Kraftwerk wurde 2016–2019 abgerissen.

### Tilbury C
Anfang 2007 kündigte der Eigentümer RWE npower an, die Kraftwerkseinheit Tilbury B durch ein neues, auf 1.600 MW ausgelegtes, „saubereres“ Kohlekraftwerk ersetzen zu wollen. Es war geplant, Tilbury C im Jahr 2014 in Betrieb zu nehmen. Das Projekt wurde aber nicht weiterverfolgt.